# Billy-le-Grand
Pour les articles homonymes, voir Billy.
Billy-le-Grand est une commune française, située dans le département de la Marne en région Grand Est.

## Géographie
| Villers-Marmery | Les Petites-Loges |                |
| Trépail         | Billy-le-Grand    | Livry-Louvercy |
|                 | Vaudemange        |                |

Elle est située à mi-distance entre Reims et Châlons-en-Champagne. On y accède en empruntant la route nationale 44 qui relie ces deux villes et en la quittant à Mont de Billy en direction de Vaudemange par la D 319.

### Hydrographie
La commune est traversée par la ligne de partage des eaux entre les régions hydrographiques « la Seine de sa source au confluent de l'Oise (exclu) » et « la Seine du confluent de l'Oise (inclus) à l'embouchure » au sein du bassin Seine-Normandie. Elle est drainée par le canal de la Marne à l'Aisne,.
Depuis 1866, le canal de l'Aisne à la Marne reliant Berry-au-Bac à Condé-sur-Marne permet à Reims d'avoir un accès à la Marne à partir des canaux de l'Aisne. Construit à partir du 9 mars 1842, ce canal à bief de partage possède une longueur de 58 km et a permis, lorsque cette voie maritime a été reliée en 1861 par le canal de la Marne au Rhin, de former une grande ligne de navigation qui permit de relier Strasbourg à Lille en passant par le Rhin. Il est mis au gabarit Freycinet entre 1878 et 1883,. 

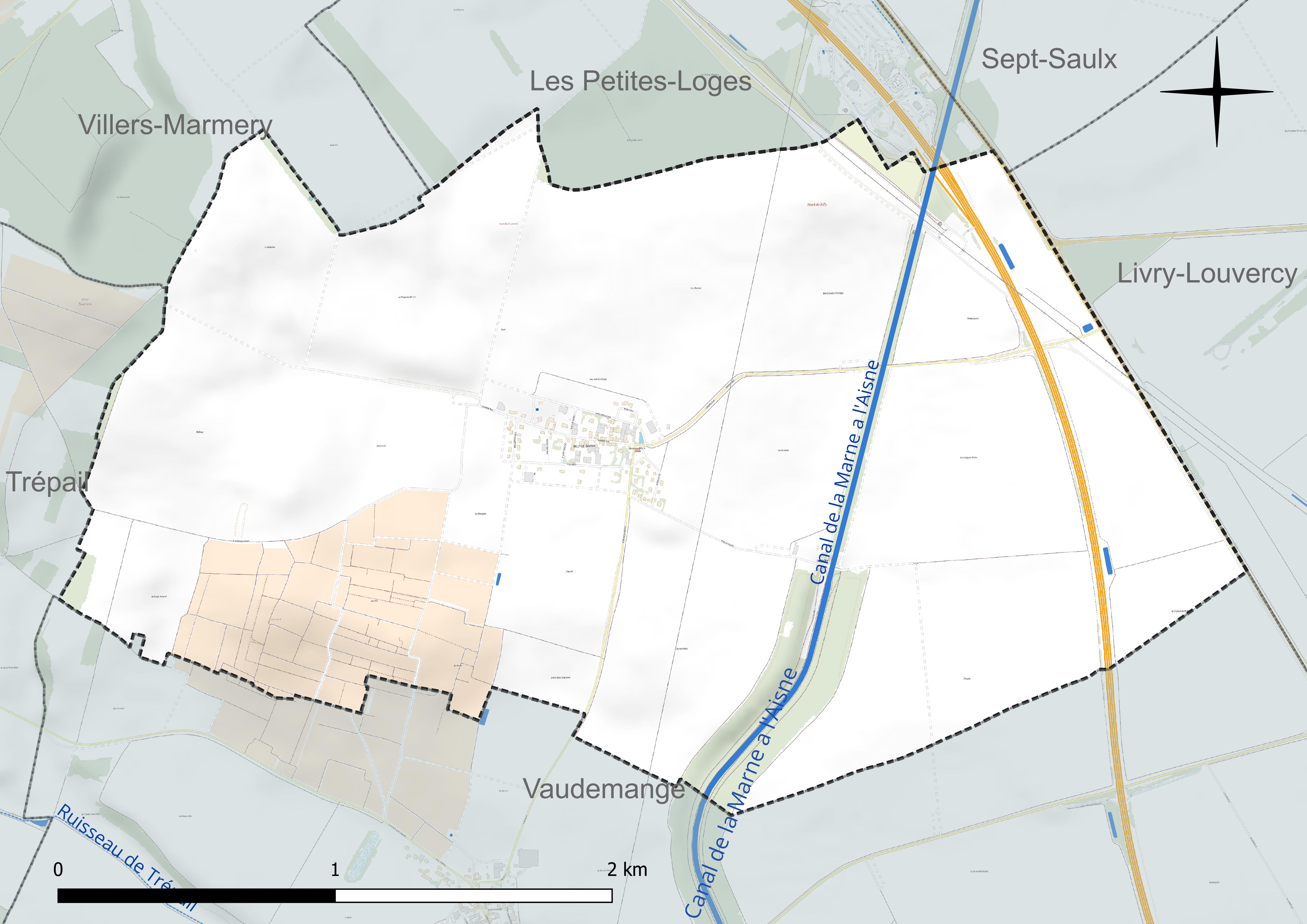
Réseau hydrographique de Billy-le-Grand.

### Climat
Pour des articles plus généraux, voir Climat du Grand Est et Climat de la Marne.
En 2010, le climat de la commune est de type climat océanique dégradé des plaines du Centre et du Nord, selon une étude du Centre national de la recherche scientifique s'appuyant sur une série de données couvrant la période 1971-2000. En 2020, Météo-France publie une typologie des climats de la France métropolitaine dans laquelle la commune est exposée à un climat océanique altéré et est dans la région climatique  Nord-est du bassin Parisien, caractérisée par un ensoleillement médiocre, une pluviométrie moyenne régulièrement répartie au cours de l’année et un hiver froid (3 °C). 
Pour la période 1971-2000, la température annuelle moyenne est de 10,6 °C, avec une amplitude thermique annuelle de 16 °C. Le cumul annuel moyen de précipitations est de 706 mm, avec 11,7 jours de précipitations en janvier et 7,9 jours en juillet. Pour la période 1991-2020, la température moyenne annuelle observée sur la station météorologique de Météo-France la plus proche, « Bouzy-Civc », sur la commune de Bouzy à 7 km à vol d'oiseau, est de 11,5 °C et le cumul annuel moyen de précipitations est de 687,5 mm. 
La température maximale relevée sur cette station est de 41,2 °C, atteinte le 25 juillet 2019 ; la température minimale est de −20,5 °C, atteinte le 16 janvier 1985,,. 
Les paramètres climatiques de la commune ont été estimés pour le milieu du siècle (2041-2070) selon différents scénarios d'émission de gaz à effet de serre à partir des nouvelles projections climatiques de référence DRIAS-2020. Ils sont consultables sur un site dédié publié par Météo-France en novembre 2022.

## Urbanisme

### Typologie
Au 1er janvier 2024, Billy-le-Grand est catégorisée commune rurale à habitat dispersé, selon la nouvelle grille communale de densité à sept niveaux définie par l'Insee en 2022.
Elle est située hors unité urbaine. Par ailleurs la commune fait partie de l'aire d'attraction de Reims, dont elle est une commune de la couronne,. Cette aire, qui regroupe 294 communes, est catégorisée dans les aires de 200 000 à moins de 700 000 habitants,.

### Occupation des sols
L'occupation des sols de la commune, telle qu'elle ressort de la base de données européenne d’occupation biophysique des sols Corine Land Cover (CLC), est marquée par l'importance des territoires agricoles (94,2 % en 2018), en diminution par rapport à 1990 (96,5 %). La répartition détaillée en 2018 est la suivante : 
terres arables (84,8 %), cultures permanentes (9,1 %), forêts (3,5 %), zones industrielles ou commerciales et réseaux de communication (2,3 %), zones agricoles hétérogènes (0,3 %). L'évolution de l’occupation des sols de la commune et de ses infrastructures peut être observée sur les différentes représentations cartographiques du territoire : la carte de Cassini (XVIIIe siècle), la carte d'état-major (1820-1866) et les cartes ou photos aériennes de l'IGN pour la période actuelle (1950 à aujourd'hui).

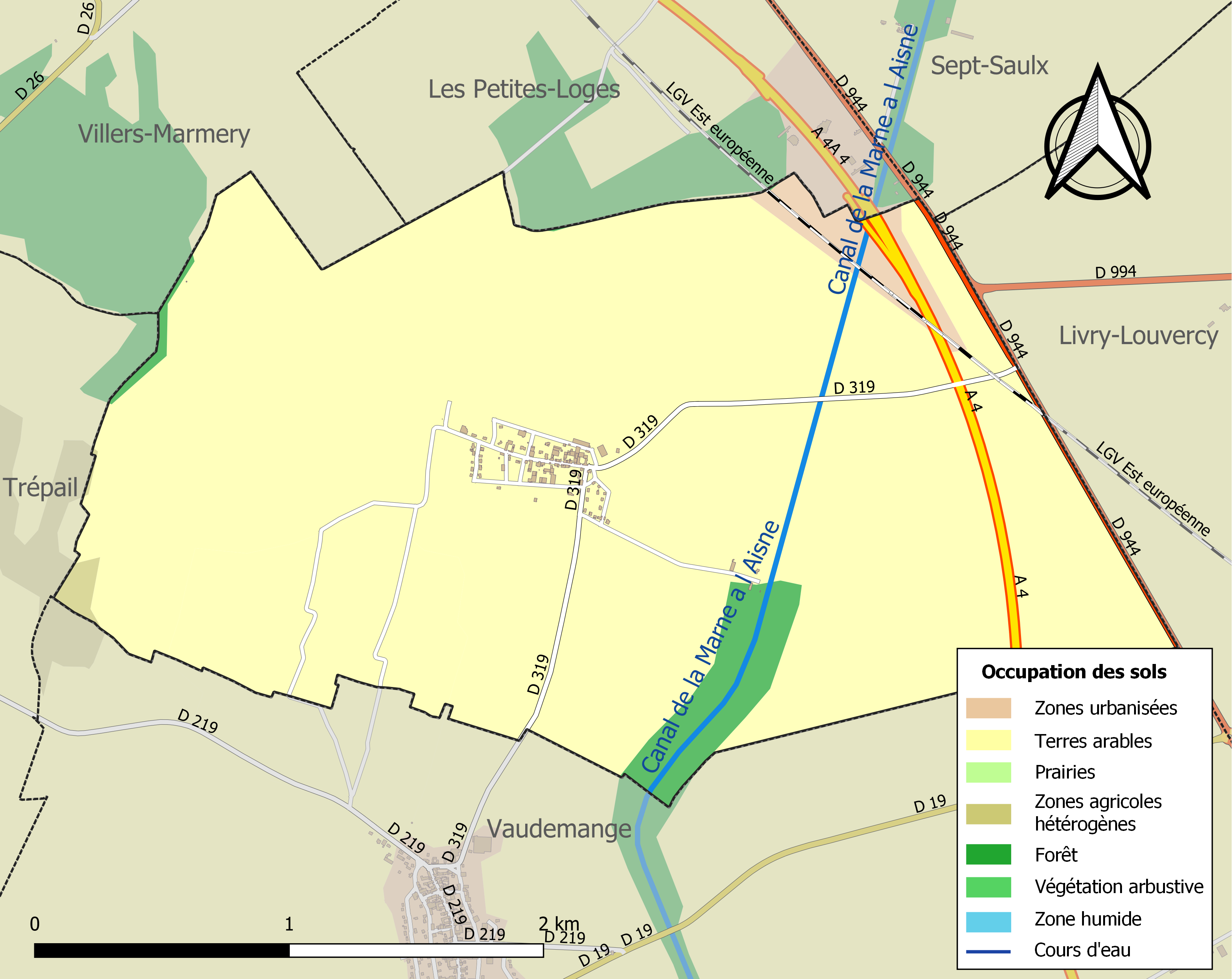
Carte des infrastructures et de l'occupation des sols de la commune en 2018 (CLC).

## Toponymie
Le nom de la localité est attesté sous les formes Billeium (1107) ; Biliacum (1259) ; Billiacum (1352) ; Billy (1405) ; Billy-le-Grand, le Grand-Billy (1581).

## Histoire
La plus ancienne trace de Billy est dans le cartulaire du chantre Guerin qui le nomme Billeium. Le village a toujours été petit, rattaché à Trépail en 1502, secours de Vaudemange en 1674. En 1773 il est recensé 48 habitants à Billy, 360 arpents la terre à farine, 540 arpents de terres incultes et de marais, 15 chevaux et 360 moutons.
Jusqu’à la Révolution, le village était appelé Grand-Billy.
En 1840 ont commencé les travaux de creusement du tunnel du canal de l'Aisne à la Marne, le tunnel fut fini en 1858.
En 1856, le sociologue Pierre Guillaume Frédéric Le Play réalisa des enquêtes, publiées sous le titre Les Ouvriers européens et sur les Ouvriers des deux mondes. Il dépêchait sur le terrain des personnes chargées de réunir des renseignements sur la religion, les habitudes morales, l'hygiène, les moyens d'existence, etc. Le village de Billy-le-Grand, désigné dans le texte original par la lettre B** a été choisi pour établir le profil d'un "Manœuvre-Agriculteur".

## Politique et administration
Par décret du 29 mars 2017, la commune est détachée le 31 mars 2017 de l'arrondissement de Châlons-en-Champagne pour intégrer l'arrondissement de Reims.

### Intercommunalité
La commune, antérieurement membre de la communauté de communes Vesle-Montagne de Reims, est membre, depuis le 1er janvier 2014, de la communauté de communes Vesle et Coteaux de la Montagne de Reims.
En effet, conformément aux prévisions du schéma départemental de coopération intercommunale (SDCI) de la Marne du 15 décembre 2011, cette communauté de communes est née le 1er janvier 2014 de la fusion de trois petites intercommunalités :
- la communauté de communes des Forêts et Coteaux de la Grande Montagne (CCFCGM), qui regroupait cinq communes ;
- la communauté de communes des Rives de Prosne et Vesle (CCRPV), sauf la commune de Prosnes, soit deux communes ;
- la communauté de communes Vesle-Montagne de Reims (CCVMR), qui regroupait neuf communes ;

auxquelles s'est joint la commune isolée de Villers-Marmery.

### Liste des maires
| Période                                  | Période                      | Identité           | Étiquette | Qualité |
| ---------------------------------------- | ---------------------------- | ------------------ | --------- | ------- |
| Les données manquantes sont à compléter. |                              |                    |           |         |
| avant 1876                               | après 1877                   | Secondé            |           |         |
| mars 2001                                | 2014                         | Chantal Collard    |           |         |
| 2014                                     | En cours (au 4 juillet 2014) | Fabien Charpentier |           |         |

## Démographie
L'évolution du nombre d'habitants est connue à travers les recensements de la population effectués dans la commune depuis 1793. Pour les communes de moins de 10 000 habitants, une enquête de recensement portant sur toute la population est réalisée tous les cinq ans, les populations de référence des années intermédiaires étant quant à elles estimées par interpolation ou extrapolation. Pour la commune, le premier recensement exhaustif entrant dans le cadre du nouveau dispositif a été réalisé en 2007.

En 2022, la commune comptait 139 habitants, en évolution de +13,01 % par rapport à 2016 (Marne : −1,19 %, France hors Mayotte : +2,11 %).
| 1793 | 1800 | 1806 | 1821 | 1831 | 1836 | 1841 | 1846 | 1851 |
| ---- | ---- | ---- | ---- | ---- | ---- | ---- | ---- | ---- |
| 58   | 58   | 56   | 61   | 68   | 78   | 71   | 81   | 78   |

| 1856 | 1861 | 1866 | 1872 | 1876 | 1881 | 1886 | 1891 | 1896 |
| ---- | ---- | ---- | ---- | ---- | ---- | ---- | ---- | ---- |
| 78   | 75   | 63   | 67   | 60   | 69   | 67   | 65   | 72   |

| 1901 | 1906 | 1911 | 1921 | 1926 | 1931 | 1936 | 1946 | 1954 |
| ---- | ---- | ---- | ---- | ---- | ---- | ---- | ---- | ---- |
| 67   | 65   | 91   | 73   | 50   | 46   | 56   | 64   | 68   |

| 1962 | 1968 | 1975 | 1982 | 1990 | 1999 | 2006 | 2007 | 2012 |
| ---- | ---- | ---- | ---- | ---- | ---- | ---- | ---- | ---- |
| 62   | 56   | 46   | 53   | 77   | 99   | 98   | 98   | 123  |

| 2017 | 2022 | - | - | - | - | - | - | - |
| ---- | ---- | - | - | - | - | - | - | - |
| 121  | 139  | - | - | - | - | - | - | - |

## Économie
Le village totalise 65 ha de vignes et 566 de terres agricoles.

## Culture locale et patrimoine

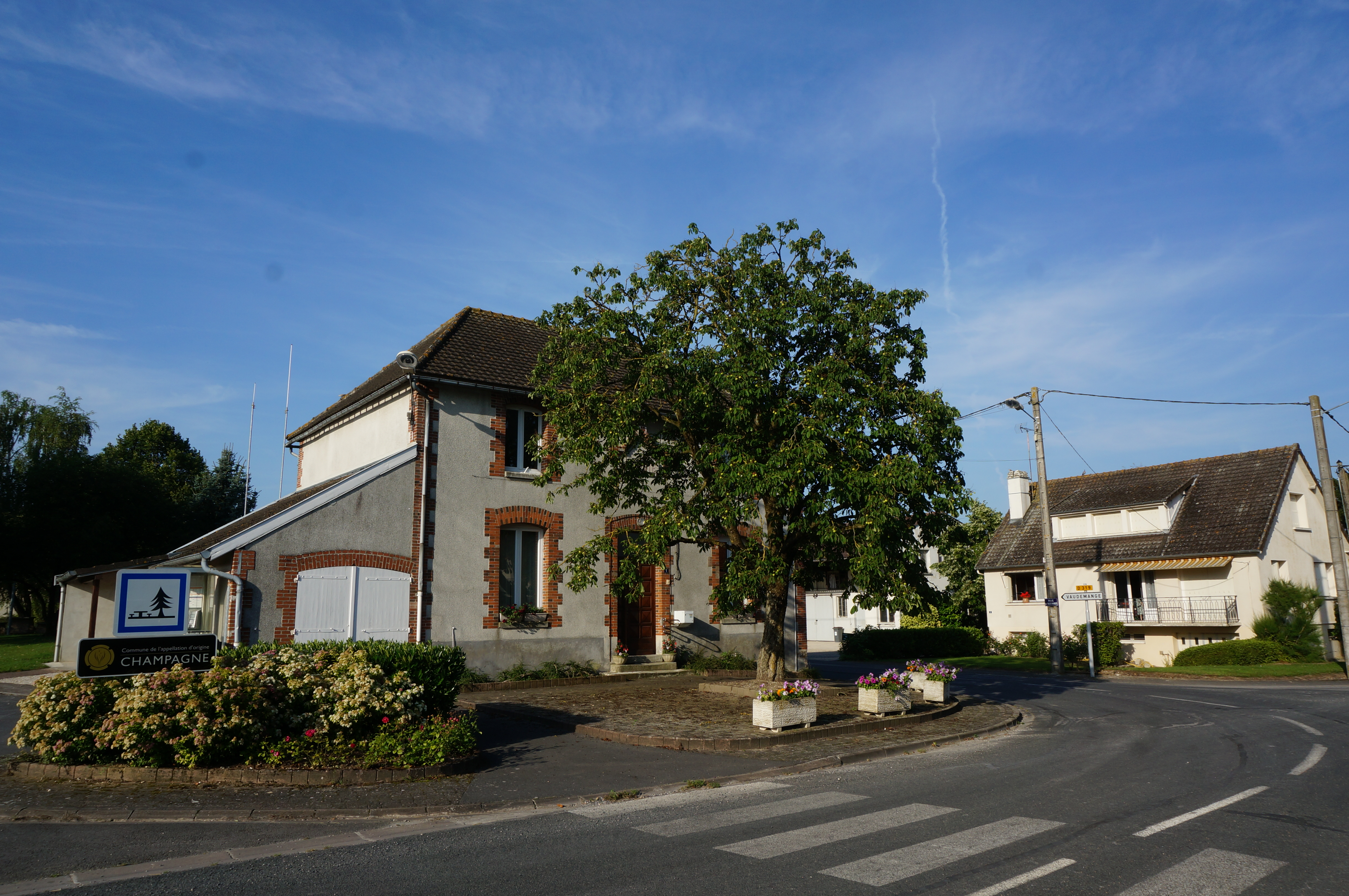
La mairie derrière son marronnier.
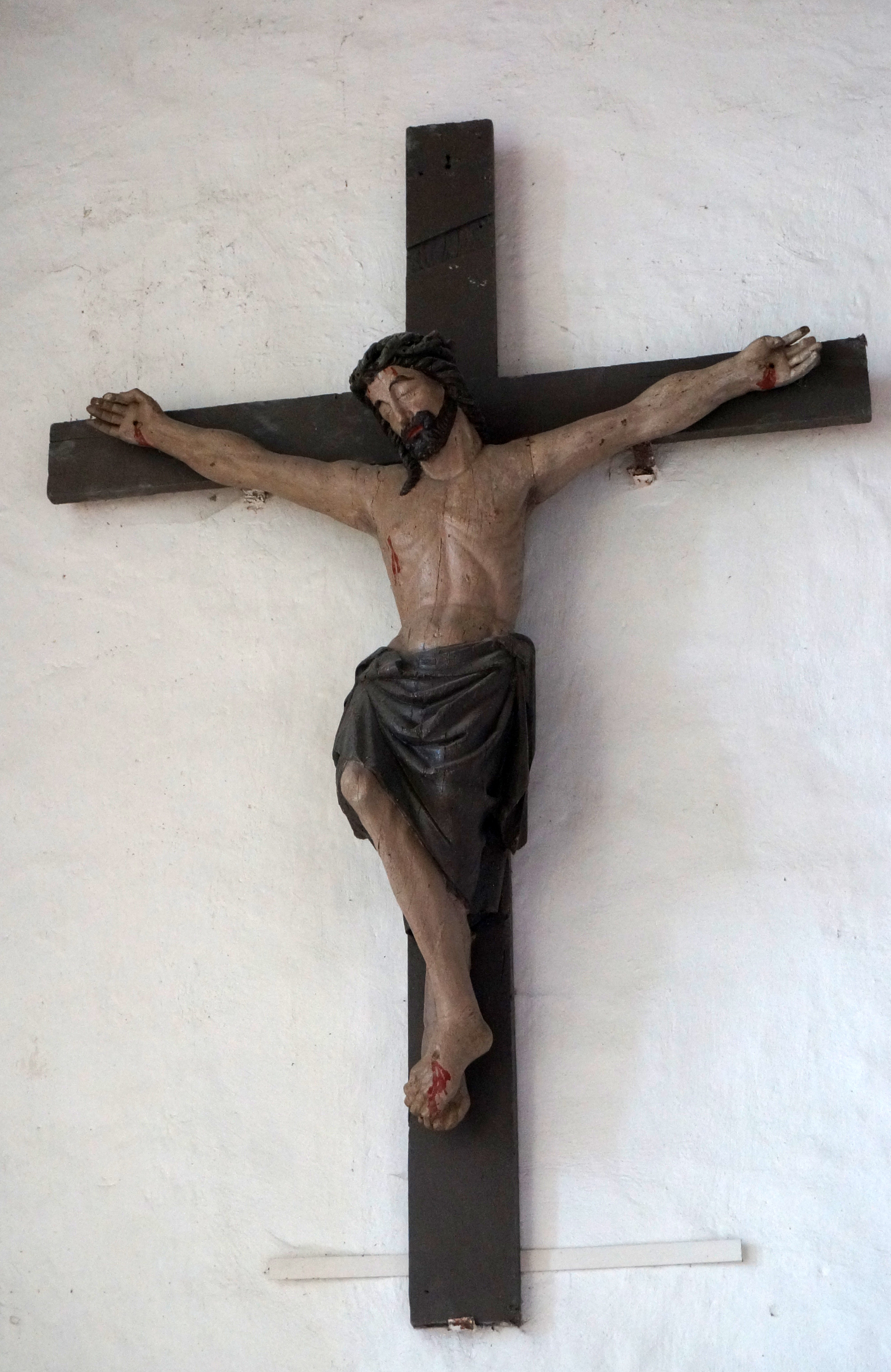
Christ en croix.
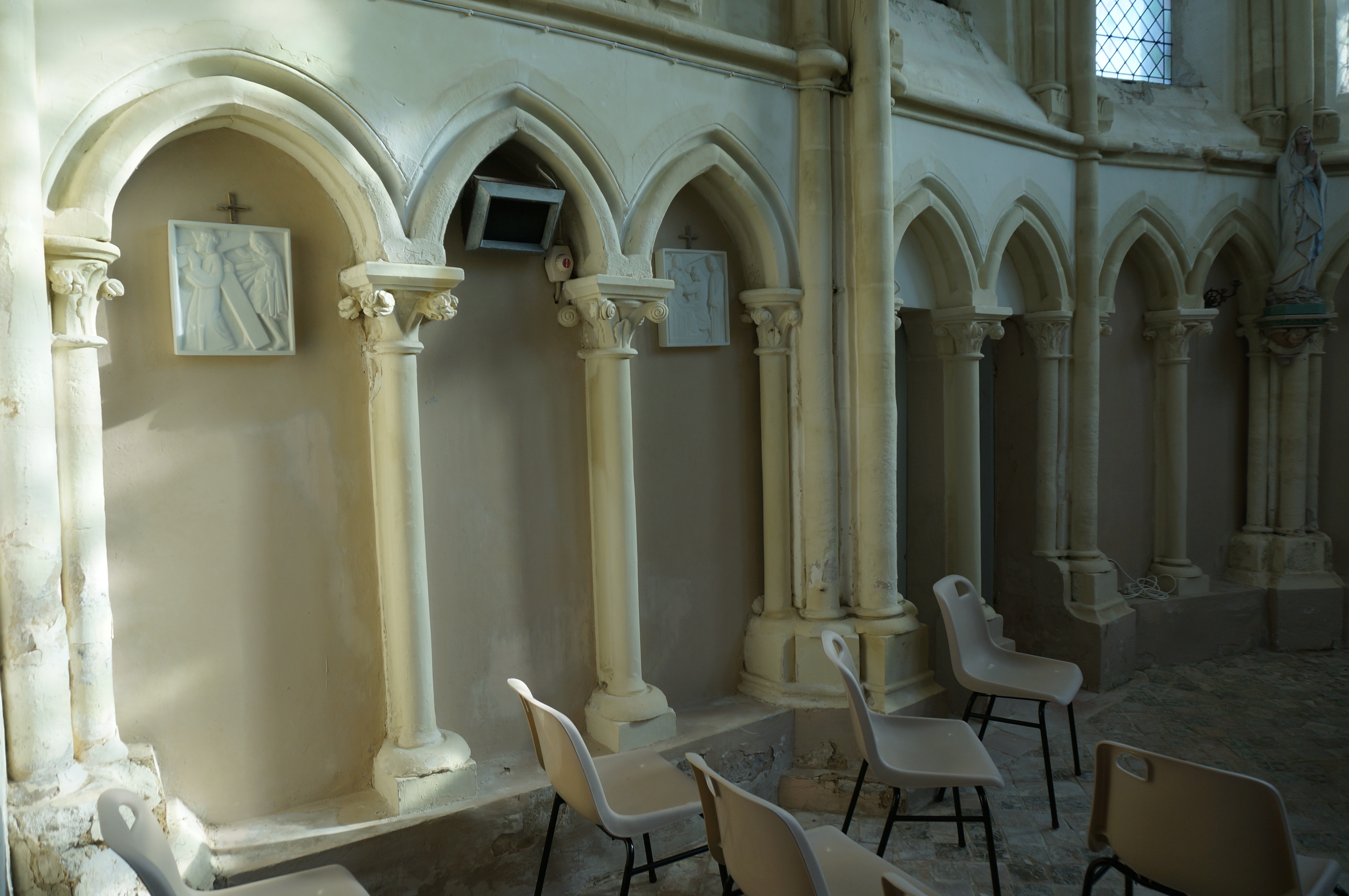
Vue du chœur de l'église.
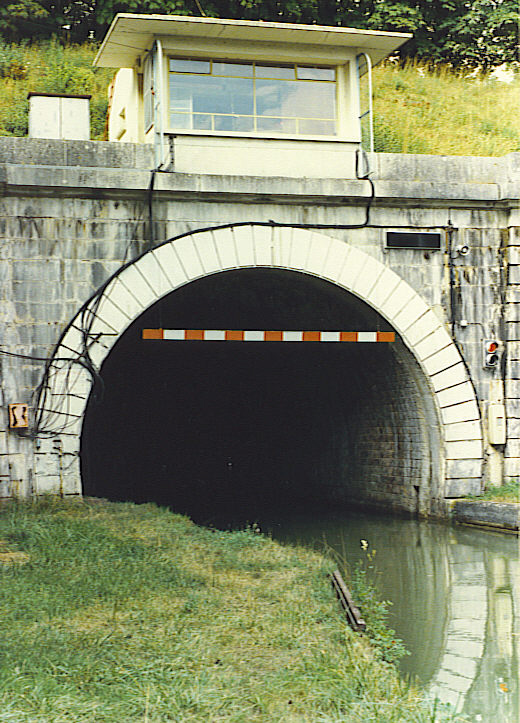
Le canal entre dans le Mont de Billy.

### Lieux et monuments
Le canal de l'Aisne à la Marne passe sous le Mont de Billy grâce à un tunnel long de 2 302 m, dont l'extrémité nord se trouve sur le territoire de Sept-Saulx.
Dans l'église, deux sculptures sont classées Monuments historiques. Statue de sainte Restitute et un christ en croix.